# Ioan Popa
Ioan Popa (Bukarest, 1953. április 22. – ?, 2017. augusztus 3.) román párbajtőrvívó, olimpikon.

## Sportpályafutása
Részt vett az 1976-os montréali és az 1980-as moszkvai olimpián. Utóbbin egyéniben a hatodik, csapatban a negyedik helyen végzett. Három Universiade-n vett részt. 1977-ben és 1981-ben arany-, 1979-ben bronzérmet szerzett a csapatversenyben. Háromszor nyert párbajtőr egyéniben román bajnokságot (1976, 1977, 1979).